# アーゼ (化学)
-アーゼ(-ase)は、生化学において、酵素の命名に用いられる接尾辞である。酵素の最も一般的な命名では、基質名にこの接尾辞が付けられる。例えば、過酸化物（ペルオキシド）を分解する酵素はペルオキシダーゼ、テロメアを形成する酵素はテロメラーゼと呼ばれる。基質ではなく機能によって酵素を命名することもあり、例えばDNAを鎖状に重合（ポリメライズ）する酵素はポリメラーゼ、RNAから相補的DNAを逆転写する酵素はリバーストランスクリプターゼと呼ばれる。
この接尾辞は恐らく、ギリシア語のδιαστασις（分離）という言葉に由来するジアスターゼに由来している。